# Confiance
Pour les articles homonymes, voir Confiance (homonymie).

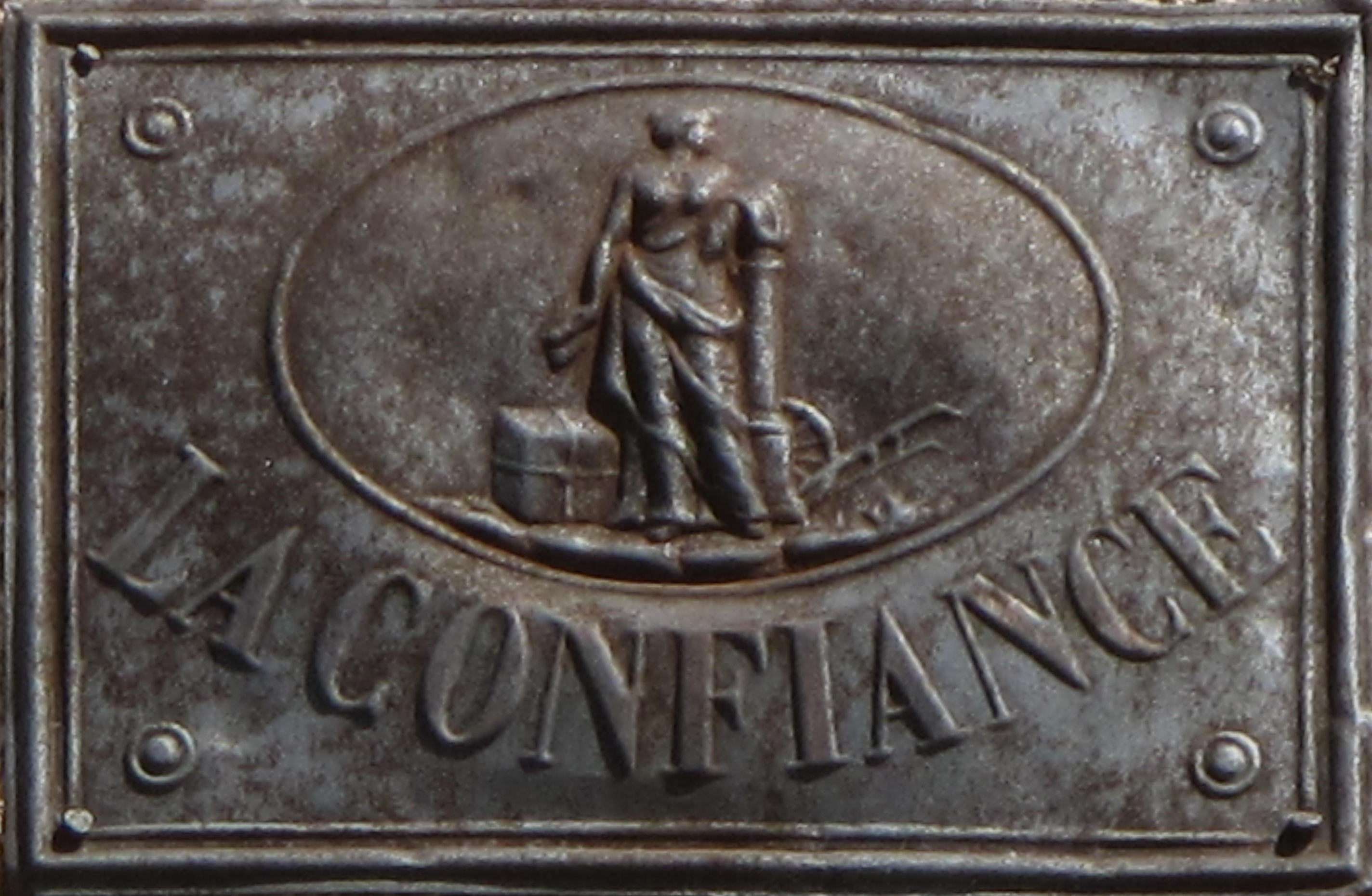
Plaque métallique sur le mur d'une maison en Saône-et-Loire, France.

La confiance est « un état psychologique se caractérisant par l'intention d'accepter la vulnérabilité sur la base de croyances optimistes sur les intentions (ou le comportement) d'autrui ». Divers philosophes, psychologues et chercheurs en sciences sociales ont travaillé sur la notion de confiance pour en tirer cette définition assez largement acceptée. La confiance renvoie à l'idée que l'on peut se fier à quelqu'un ou à quelque chose. Dans l'étymologie latine, le verbe confier (du latin confidere : cum, « avec » et fidere « fier ») signifie qu'on remet quelque chose de précieux à quelqu'un, en se fiant à lui et en s'abandonnant ainsi à sa bienveillance et à sa bonne foi. Cette origine souligne les liens étroits qui existent entre la confiance, l'espoir, la foi, la fidélité, la confidence, le crédit et la croyance. Confiance est aussi une des vertus chrétiennes plus importantes, particulièrement dans la dévotion à la divine miséricorde.

## Confiance en soi
La confiance en soi n'est pas identique à l'« estime de soi » qui se réfère à l'évaluation faite d'un individu en rapport à sa propre valeur. Selon certains psychologues, la confiance en soi est en rapport avec les capacités d'un individu, non ses valeurs.
Selon certains psychologues, la confiance en soi s'apprend, et est dé-corrélée du temps : il est possible d'accélérer l'apprentissage de sa confiance en soi, car elle est mentale, et non physique.

## Faire confiance
Pour faire confiance, il faut pouvoir croire en les autres et accepter le risque de la dépendance. C’est pour cela que la confiance n’est jamais « neutre ». Elle est fondamentale car, sans confiance, il serait difficile d’envisager l’existence même des relations humaines – des rapports de travail jusqu’à l’amitié ou bien l’amour. Sans confiance, on ne pourrait même pas envisager l’avenir et chercher à bâtir un projet qui se développe dans le temps. Comme l’expliquent un bon nombre de travaux en sciences sociales[réf. nécessaire], c’est la confiance qui rend possible le développement de la socialité et le fonctionnement de la démocratie. De la même façon, notre système économique est basé sur la confiance, par exemple dans le billet de banque (monnaie fiduciaire).
Il est également possible de la définir comme « un certain niveau de probabilité subjective », ce qui devrait permettre à un individu de croire que l’autre accomplira ce qu’il attend de lui. Faire confiance à quelqu’un signifierait dès lors d'envisager une possible coopération[réf. nécessaire].

## Confiance et foi
Bien qu'ayant une étymologie commune (latin fides), la confiance et la foi, prise au sens religieux de foi chrétienne ou de foi religieuse, sont néanmoins assez distinctes : on a confiance en quelqu'un ou dans un système, éventuellement en Dieu, mais la foi religieuse s'applique toujours à Dieu. Ainsi, on pourrait dire que l'on a confiance en la technique pour résoudre les problèmes qui se posent aujourd'hui, mais on voit bien que le christianisme a été et est toujours réservé sur l'usage des techniques : par exemple, cette réserve parcourt toute l'encyclique Laudato si' du pape François « sur la sauvegarde de la maison commune », où celui-ci met en garde contre un progrès uniquement technique qui ignorerait les valeurs spirituelles et morales. Dans un contexte de sécularisation, le mot « foi » a souvent perdu son sens religieux pour s'identifier à la confiance pure et simple.

## Confiance dans les relations vendeurs-acheteurs
Une analyse des écrits multiples sur les différentes composantes de la confiance qui s'établit entre vendeurs et acheteurs révèle que quatre variables structurantes jouent un rôle clé : 1) les affinités (les atomes crochus entre les deux parties) ; 2) la bienveillance ou le soin qu'une partie prend envers le bien-être de l'autre partie ; 3) les habiletés ou la reconnaissance des compétences de l'autre (le vendeur sait de quoi il parle et l'acheteur sait ce qu'il veut) ; et 4) l'intégrité. Les deux premières composantes sont considérées comme étant émotionnelles puisqu'elles relèvent du senti et le deux suivantes comme étant cognitives, puisqu'elles sous-entendent une évaluation rationnelle.
La confiance interagit avec les éléments formels de gouvernance et, en particulier, le contrat liant le vendeur et l’acheteur,.

## Confiance dans l'intelligence artificielle
La notion d'intelligence artificielle (IA) « de confiance » désigne des systèmes particuliers d'intelligence artificielle, jugés ou certifiés à la fois fiables, performants et répondant à des normes de transparence et de confidentialité avant d'être mis sur le marché.
En France, il existe un « programme Confiance.ai ». Ce projet réunit de grands acteurs académiques et industriels (français) des domaines critiques de l'énergie, la défense, des transports (autonomes notamment), de l'industrie 4.0. Ces acteurs y mutualisent leurs savoir-faire scientifiques et technologiques, pour construire des outils garantissant la confiance placée dans les produits et services intégrant l'intelligence artificielle et produire un cadre « technique » à la future proposition de règlementation européenne sur l'intelligence artificielle. C'est le plus grand programme R&T de la stratégie nationale en intelligence artificielle (2018), financé (30 milliards d'euros) par le programme d'investissements d'avenir, à la suite de la mission Villani. Il s'agit de créer une plateforme sûre, fiable et sécurisée d'outils logiciels, qui soit à la fois souveraine, ouverte, interopérable et pérenne dans les secteurs des produits et services critiques les plus concernés,.